# Torneo WTA de Lyon 2022
El Open 6ème Sens - Métropole de Lyon 2022 fue un torneo de tenis femenino jugado en cancha dura bajo techo. Fue la 3.ª edición del WTA Lyon Open, un torneo WTA 250. Se llevó a cabo en el Palais des Sports de Gerland en Lyon, Francia, del 28 de febrero al 6 de marzo.

## Distribución de puntos
| Modalidad           | Campeona | Finalista | Semifinales | Cuartos de final | 2ª ronda | 1ª ronda | Clasificadas | 2ª ronda de clasificación | 1ª ronda de clasificación |
| Individual femenino | 280      | 180       | 110         | 60               | 30       | 1        | 18           | 12                        | 1                         |
| Dobles femenino     | 280      | 180       | 110         | 60               | 1        | -        | -            | -                         | -                         |

## Cabezas de serie

### Individuales femenino
| Tenista             | Ranking | Preclasificada |
| Camila Giorgi       | 30      | 1              |
| Sorana Cîrstea      | 31      | 2              |
| Viktorija Golubic   | 36      | 3              |
| Alizé Cornet        | 37      | 4              |
| Jasmine Paolini     | 44      | 5              |
| Ana Konjuh          | 51      | 6              |
| Alison Van Uytvanck | 53      | 7              |
| Shuai Zhang         | 65      | 8              |

- Ranking del 21 de febrero de 2022.[2]

### Dobles femenino
| Tenista                           | Ranking | Preclasificada |
| Eri Hozumi Makoto Ninomiya        | 78      | 1              |
| Hao-Ching Chan Julia Wachaczyk    | 120     | 2              |
| Irina Bara Ekaterine Gorgodze     | 124     | 3              |
| Monica Niculescu Alexandra Panova | 127     | 4              |

## Campeones

### Individual femenino
Shuai Zhang venció a  Dayana Yastremska por 3-6, 6-3, 6-4

### Dobles femenino
Laura Siegemund /  Vera Zvonareva vencieron a  Alicia Barnett /  Olivia Nicholls por 7-5, 6-1